# Amniataba affinis
Amniataba affinis és una espècie de peix pertanyent a la família dels terapòntids.

## Descripció
- Pot arribar a fer 15 cm de llargària màxima.
- 13 espines i 9-10 radis tous a l'aleta dorsal i 3 espines i 8-9 radist tous a l'anal.[6][7]

## Hàbitat
És un peix d'aigua dolça, demersal i de clima tropical (5°S-10°S).

## Distribució geogràfica
Es troba a Papua Nova Guinea: les conques dels rius Fly, Morehead i Bensbach.

## Observacions
És inofensiu per als humans.